# Ceresium angustulum
Ceresium angustulum är en skalbaggsart som beskrevs av Charles Joseph Gahan 1906. Ceresium angustulum ingår i släktet Ceresium och familjen långhorningar. Inga underarter finns listade i Catalogue of Life.